# 古画品録
『古画品録』（こがひんろく）は、中国南北朝時代の南朝斉・梁の画家である謝赫によって著された最古の画品書であり、中国の絵画史上でもっとも重要な画論文献のひとつである。

## 概要
この画論の序文にある画の六法は顧愷之の絵画理論を発展させたもので、絵画の優劣を決める為の基準を与え後世の画論の重要な指標となった。この六法は、気韻生動・骨法用筆・応物象形・随類賦彩・経営位置・伝移模写に分類され、中でも気韻生動がもっとも重要な法とされる。気韻とは神韻・神気・生気・荘気などとも言い換えられることもあるが、見る人を感動させる力であり、調和の取れたリズムをもつことを指す。唐の張彦遠の『歴代名画記』や朱景玄の『唐朝名画録』などはこの六法を根拠として画論を展開しているし、北宋の郭若虚は「六法の精論は万古移らず」とまで述べている。21世紀の中国においてもなおこの六法について議論が続いている。
謝赫はこの六法に基づいて当時著名な27人の画家を第一品から第六品まで分けて論評している。第一品には陸探微・曹不興・衛協・張墨・荀勗の5人を挙げて、顧愷之は第三品とした（詳細は全文を参照されたい）。
また訳注本の全文として、宇佐美文理による「古画品録」訳注があり、
解説に嶋田英誠 『WEB版中国絵画史辞典』がある。

### 全文
1. ↑  謝赫. “古畫品錄”. 2013年11月19日閲覧。
2. ↑  宇佐美文理 (1993年). “「古画品録」訳注”. 2013年11月19日閲覧。
3. ↑  嶋田英誠 (2004年). “WEB版中国絵画史辞典 (SHIMADA's Dictionary for Chinese Painting)”. 2004年4月28日時点のオリジナルよりアーカイブ。2013年11月19日閲覧。Internet Archive所収

### 文献
- 王伯敏 『中国絵画史事典』 遠藤光一訳、雄山閣出版、1996年、ISBN 9784639013853 NCID BN1493993X